# Lijst van films (1980-1989)
Dit is een lijst van films uit de periode 1980–1989. In de jaren 80 zijn vele klassieke films geproduceerd, zowel in Hollywood als daarbuiten. In alle filmgenres werden klassiekers geproduceerd, zoals horrorfilms, actiefilms, sciencefictionfilms, drama's en komedies.

## 0-9
- 10 to Midnight (1983)
- 1984 (1984)
- 2010: The Year We Make Contact (1984)
- 37°2 le matin (1986)
- 48 Hrs. (1982)
- 8 Million Ways to Die (1986)
- 9 to 5 (1980)
- 9½ Weeks (1986)

## A
- De aanslag (1986)
- Abel (1986)
- About Last Night... (1986)
- Above the Law (1988)
- Absence of Malice (1981)
- The Abyss (1989)
- The Accidental Tourist (1988)
- The Accused (1988)
- Adventures in Babysitting (1987)
- The Adventures of Baron Munchausen (1989)
- The Adventures of Buckaroo Banzai Across the 8th Dimension (1984)
- After Hours (1985)
- Against All Odds (1984)
- Agnes of God (1985)
- Airplane! (1980)
- Airplane II: The Sequel (1982)
- Akira (1988)
- Aliens (1986)
- All the Right Moves (1983)
- Als je begrijpt wat ik bedoel (1983)
- Das Alte Ladakh (1986)
- Always (1989)
- Amadeus (1984)
- American Gigolo (1980)
- An American Tail (1986)
- An American Werewolf in London (1980)
- Amityville 3-D (1983)
- Amsterdamned (1988)
- Angel Heart (1987)
- Annie (1982)
- Any Which Way You Can (1980)
- April Fool's Day (1986)
- L'Argent (1983)
- Armed and Dangerous (1986)
- Arthur (1981)
- At Close Range (1985)
- Atlantic City (1980)
- Attack Force Z (1982)
- Au revoir les enfants (1987)
- De avonden (1989)
- Een avontuur met een staartje (1986)

## B
- Babettes gæstebud (1987)
- Baby Boom (1987)
- Bachelor Party (1984)
- Back to School (1986)
- Back to the Future (1985)
- Back to the Future Part II (1989)
- Back to the Future Part III (1990)
- Bad Taste (1987)
- Le Bal (1983)
- La Bamba (1986)
- Band of the Hand (1986)
- Batman (1989)
- *batteries not included (1987)
- Beaches (1988)
- Beetlejuice (1988)
- Het begin (1981)
- Best Defense (1984)
- Best Friends (1982)
- The Best Little Whorehouse in Texas (1982)
- Betrayal (1983)
- Betty Blue (1986)
- Beverly Hills Cop (1984)
- Beverly Hills Cop II (1987)
- Big (1988)
- Big Business (1988)
- The Big Chill (1983)
- The Big Picture (1988)
- The Big Red One (1980)
- Bill & Ted's Excellent Adventure (1989)
- Biloxi Blues (1988)
- Birdy (1984)
- Bizalom (1980)
- The Black Cauldron (1985)
- Black Rain (1989)
- Blade Runner (1982)
- Blame It on Rio (1984)
- Blind Date (1987)
- Blind Fury (1989)
- The Blob (1988)
- Blood Simple (1984)
- The Blue Lagoon (1980)
- Blue Velvet (1986)
- The Blues Brothers (1980)
- Body Double (1984)
- Body Heat (1981)
- Das Boot (1981)
- Born on the Fourth of July (1989)
- The Bostonians (1984)
- The Bounty (1984)
- Brazil (1985)
- Breaker Morant (1980)
- The Breakfast Club (1985)
- Brewster's Millions (1985)
- Bright Lights, Big City (1988)
- Broadcast News (1987)
- Broadway Danny Rose (1984)
- Bronco Billy (1980)
- Brubaker (1980)
- Bull Durham (1988)
- Burglar (1987)

## C
- Caddyshack (1980)
- Camille Claudel (1988)
- The Cannonball Run (1981)
- The Canterville Ghost (1986)
- Caravaggio (1986)
- Carmen (1983)
- Cat People (1982)
- Cat's Eye (1985)
- The Changeling (1980)
- Chariots of Fire (1981)
- Charley (1986)
- Cherry 2000 (1987)
- Child's Play (1988)
- Children of a Lesser God (1986)
- Children of the Corn (1984)
- A Chinese Ghost Story (1987)
- A Chorus Line (1985)
- The Chosen (1981)
- Christiane F. - Wir Kinder vom Bahnhof Zoo (1981)
- A Christmas Story (1983)
- Ciske de rat (1984)
- Clash of the Titans (1981)
- Class (1983)
- Coal Miner's Daughter (1980)
- Cobra (1986)
- Cocktail (1988)
- Cocoon (1985)
- Cocoon: The Return (1988)
- The Color of Money (1986)
- The Color Purple (1985)
- Colors (1988)
- Coming to America (1988)
- Commando (1985)
- Conan the Barbarian (1982)
- Conan the Destroyer (1984)
- The Cook, the Thief, His Wife and Her Lover (1989)
- The Cotton Club (1986)
- Coup de foudre (1983)
- Coup de torchon (1981)
- Crackers (1983)
- Creepshow (1982)
- Crimes and Misdemeanors (1989)
- Crimes of the Heart (1986)
- Critters (1987)
- Crocodile Dundee (1986)
- Crocodile Dundee II (1988)
- Cross Creek (1983)
- Cry Freedom (1987)
- A Cry in the Dark (1988)
- Cyborg (1989)
- Człowiek z żelaza (1981)

## D
- D.O.A. (1988)
- Een dagje naar het strand (1984)
- Dance 'Til Dawn (1988)
- Dangerous Liaisons (1988)
- The Dark Crystal (1982)
- The Dead (1987)
- Dead Poets Society (1989)
- Dead Ringers (1988)
- Deadly Friend (1989)
- Death Before Dishonor (1987)
- Death Hunt (1981)
- DeepStar Six (1989)
- The Delta Force (1986)
- Le Dernier Métro (1980)
- Desperately Seeking Susan (1985)
- La Diagonale du fou (1984)
- Die Hard (1988)
- Diner (1982)
- Dirty Dancing (1987)
- Dirty Rotten Scoundrels (1988)
- Distant Voices, Still Lives (1988)
- Diva (1981)
- Do the Right Thing (1987)
- Down and Out in Beverly Hills (1986)
- Down by Law (1986)
- Dragnet (1987)
- The Draughtsman's Contract (1982)
- Dreamscape (1984)
- Dressed to Kill (1980)
- The Dresser (1983)
- Driving Miss Daisy (1989)
- Drowning by Numbers (1988)
- Drugstore Cowboy (1989)
- A Dry White Season (1989)
- Dune (1984)

## E
- E.T. the Extra-Terrestrial (1982)
- Educating Rita (1983)
- Eight Men Out (1988)
- The Elephant Man (1980)
- The Emerald Forest (1985)
- Empire of the Sun (1987)
- Endless Love (1980)
- Enemies, A Love Story (1989)
- Erik the Viking (1989)
- Escape from New York (1981)
- Escape from Sobibor (1987)
- Every Time We Say Goodbye (1986)
- Evil Angels (1988)
- The Evil Dead (1981)
- Evil Dead II (1987)
- Excalibur (1981)
- Explorers (1984)

## F
- The Fabulous Baker Boys (1989)
- The Falcon and the Snowman (1985)
- Fame (1980)
- La famiglia (1987)
- Fandango (1985)
- Fanny och Alexander (1982)
- Fantasy Mission Force (1982)
- Farewell to the King (1989)
- Fast Times at Ridgemont High (1982)
- Fatal Attraction (1987)
- Ferris Bueller's Day Off (1986)
- Field of Dreams (1989)
- The Final Countdown (1980)
- Firefox (1982)
- Firehouse (1987)
- Firestarter (1984)
- Firewalker (1986)
- First Blood (1982)
- A Fish Called Wanda (1988)
- Fitzcarraldo (1982)
- Five Corners (1987)
- Flash Gordon (1980)
- Flashdance (1983)
- Flesh & Blood (1985)
- Fletch (1985)
- Flodder (1986)
- The Fly (1986)
- The Fog (1980)
- Footloose (1984)
- For Your Eyes Only (1981)
- The Four Seasons (1981)
- The Fox and the Hound (1981)
- Frances (1982)
- Frank en Frey (1981)
- Frantic (1988)
- The French Lieutenant's Woman (1981)
- Friday the 13th (1980)
- Friday the 13th Part 2 (1981)
- Friday the 13th Part III (1982)
- Friday the 13th: The Final Chapter (1984)
- Friday the 13th: A New Beginning (1985)
- Fright Night (1985)
- Full Metal Jacket (1987)
- Funny Farm (1988)

## G
- Gallipoli (1981)
- Gandhi (1982)
- Gardens of Stone (1986)
- Gebroken spiegels (1984)
- Ghostbusters (1984)
- Ghostbusters II (1989)
- Girls Just Want to Have Fun (1984)
- Gleaming the Cube (1989)
- Gloria (1980)
- Glory (1989)
- The Gods Must Be Crazy (1980)
- The Golden Child (1986)
- Good Morning, Vietnam (1987)
- The Goonies (1985)
- Gorillas in the Mist (1988)
- Le grand bleu (1988)
- Grandview, U.S.A. (1984)
- Grave of the Fireflies (1988)
- Grease 2 (1982)
- Great Balls of Fire! (1989)
- The Great Mouse Detective (1986)
- The Great Muppet Caper (1981)
- The Great Outdoors (1988)
- Gremlins (1984)
- Greystoke: The Legend of Tarzan, Lord of the Apes (1984)
- Gung Ho (1986)
- Gunsmoke (1987)

## H
- Halloween II (1981)
- Hamburger Hill (1987)
- Hannah and Her Sisters (1986)
- Hanussen (1988)
- Heartbreak Ridge (1986)
- Heathers (1989)
- Heaven's Gate (1980)
- Hector (1987)
- Hellraiser (1987)
- Hellraiser 2 (1988)
- Henry V (1989)
- The Hidden (1987)
- Highlander (1986)
- The Hills Have Eyes Part II (1984)
- Der Himmel über Berlin (1987)
- La historia oficial (1985)
- History of the World, Part I (1981)
- Hit Man (1982)
- The Hitcher (1986)
- Homeboy (1988)
- Honey, I Shrunk the Kids (1989)
- Hoosiers (1986)
- Hope and Glory (1987)
- The Horse Thief (1986)
- Hotel New Hampshire (1984)
- Housekeeping (1987)
- Howard the Duck (1986)
- The Hunger (1983)

## I
- Idi i smotri (1985)
- The Idolmaker (1980)
- Indiana Jones and the Temple of Doom (1984)
- Indiana Jones and the Last Crusade (1989)
- Innerspace (1987)
- Insignificance (1985)
- Iris (1987)
- Ishtar (1987)

## J
- Jacknife (1989)
- The January Man (1989)
- Jaws 3-D (1983)
- Jaws: The Revenge (1987)
- The Jazz Singer (1980)
- The Jewel of the Nile (1985)
- Johnny Be Good (1988)
- Jumpin' Jack Flash (1986)

## K
- Kagemusha (1980)
- The Karate Kid (1984)
- The Karate Kid Part II (1986)
- The Karate Kid Part III (1989)
- Kickboxer (1987)
- The Killing Fields (1984)
- Killjoy (1981)
- King Kong Lives (1986)
- The King of Comedy (1982)
- Kiss of the Spider Woman (1985)
- De kleine zeemeermin (1989)
- De kollega's maken de brug (1988)
- Koyaanisqatsi (1982)
- Kroamschudd'n in Mariaparochie (1988)

## L
- La Bamba (1987)
- Laberinto de pasiones (1982)
- Labyrinth (1986)
- Ladyhawke (1985)
- The Land Before Time (1988)
- The Last Emperor (1987)
- The Last Temptation of Christ (1987)
- Legal Eagles (1986)
- Legend (1985)
- Lethal Weapon (1987)
- Lethal Weapon 2 (1989)
- License to Drive (1988)
- Licence to Kill (1989)
- De lift (1983)
- Little Darlings (1980)
- The Little Mermaid (1989)
- Little Shop of Horrors (1986)
- The Living Daylights (1987)
- Lo que le pasó a Santiago (1989)
- Local Hero (1983)
- Lock Up (1989)
- The Lonely Guy (1984)
- Look Who's Talking (1989)
- Loos (1989)
- The Lost Boys (1986)
- Loulou (1980)
- Lovesick (1983)
- Lucas (1986)
- Lucifer (1981)
- Luger (1982)

## M
- Een maand later (1987)
- Mad Max 2: The Road Warrior (1981)
- Mad Max 3: Beyond Thunderdome (1985)
- Le Maître de musique (1985)
- Major League (1988)
- Mama is boos! (1985)
- Manhunter (1986)
- Mannequin (1987)
- Married to the Mob (1988)
- Mask (1985)
- Masters of the Universe (1987)
- Max Dugans Return (1983)
- The Meaning of Life (1983)
- Medea (1988)
- Meet the Feebles (1989)
- Het meisje met het rode haar (1981)
- Melvin and Howard (1980)
- Mephisto (1981)
- Merry Christmas, Mr. Lawrence (1983)
- Micki & Maude (1984)
- Midnight Run (1988)
- Miles from Home (1988)
- Missing (1982)
- Missing in Action (1984)
- The Mission (1986)
- Mississippi Burning (1987)
- Mitt liv som hund (1985)
- Mommie Dearest (1981)
- Mona Lisa (1986)
- The Money Pit (1986)
- Moonlighting (1982)
- Moonstruck (1987)
- The Morning After (1986)
- Moskva slezam ne verit (1980)
- The Mosquito Coast (1986)
- Moving Violations (1985)
- Mr. Mom (1983)
- Mujeres al borde de un ataque de nervios (1988)
- Music Box (1988)
- My Beautiful Laundrette (1986)
- My Best Friend's Birthday (1987)
- My Bodyguard (1980)
- My Favorite Year (1982)
- My Left Foot (1989)
- My Stepmother Is an Alien (1988)
- Mystic Pizza (1988)

## N
- The Naked Gun: From the Files of Police Squad! (1988)
- The Name of the Rose (1986)
- National Lampoon's Christmas Vacation (1989)
- National Lampoon's European Vacation (1985)
- National Lampoon's Vacation (1983)
- The Natural (1984)
- Něco z Alenky (1988)
- Neighbors (1981)
- Never Cry Wolf (1983)
- Never Say Never Again (1984)
- The NeverEnding Story (1984)
- Night Shift (1982)
- Nighthawks (1981)
- A Nightmare on Elm Street (1984)
- A Nightmare on Elm Street 2: Freddy's Revenge (1985)
- A Nightmare on Elm Street 3: Dream Warriors (1987)
- A Nightmare on Elm Street 4: The Dream Master (1988)
- A Nightmare on Elm Street 5: The Dream Child (1989)
- Nineteen Eighty-Four (1984)
- The Ninth Configuration (1980)
- No Mercy (1986)
- El Norte (1983)
- Nothing in Common (1986)
- La notte di San Lorenzo (1982)
- Nuovo cinema Paradiso (1989)
- Nuts (1987)

## O
- Oberst Redl (1985)
- Octopussy (1983)
- An Officer and a Gentleman (1982)
- Offret (1986)
- Oliver & Co. (1988)
- On Golden Pond (1981)
- Once Bitten (1985)
- Once Upon a Time in America (1984)
- Only When I Laugh (1981)
- Op hoop van zegen (1986)
- Ordinary People (1980)
- Otac na službenom putu (1985)
- Out of Africa (1985)
- Out on a Limb (1987)
- The Outsiders (1983)
- Over the Top (1987)
- Overboard (1987)

## P
- Pale Rider (1985)
- Parenthood (1989)
- Paris, Texas (1984)
- A Passage to India (1984)
- Peggy Sue Got Married (1986)
- Pelle Erobreren (1987)
- Pennies from Heaven (1981)
- Permanent Records (1986)
- Pervola, sporen in de sneeuw (1985)
- Pet Sematary (1989)
- The Pick-up Artist (1987)
- Pim (1980)
- Pirates (1986)
- Places in the Heart (1984)
- Planes, Trains and Automobiles (1987)
- Platoon (1986)
- Platvoet en zijn vriendjes (1988)
- Police Academy (1984)
- Police Academy 2: Their First Assignment (1985)
- Police Academy 3: Back in Training (1986)
- Police Academy 4: Citizens on Patrol (1987)
- Police Academy 5: Assignment Miami Beach (1988)
- Police Academy 6: City Under Siege (1989)
- Poltergeist (1982)
- Poltergeist II: The Other Side (1986)
- Poltergeist III (1988)
- The Pope of Greenwich Village (1984)
- Popeye (1980)
- Porky's (1982)
- Porky's II: The Next Day (1983)
- Predator (1987)
- Pretty in Pink (1986)
- The Prince of Pennsylvania (1988)
- Prince of the City (1981)
- The Princess Bride (1987)
- Private Benjamin (1980)
- Prizzi's Honor (1985)
- Psycho II (1983)
- Punchline (1988)
- Purple Rain (1984)
- The Purple Rose of Cairo (1985)

## Q
- Q-The Winged Serpent (1982)
- The Quiet Earth (1985)

## R
- Racing with the Moon (1984)
- Radio Days (1987)
- Raging Bull (1980)
- Ragtime (1981)
- Raiders of the Lost Ark (1981)
- Rain Man (1988)
- Raising Arizona (1987)
- Rambo: First Blood (1982)
- Rambo: First Blood Part II (1985)
- Rambo III (1988)
- Ran (1985)
- Red Dawn (1984)
- Red Flag Over Tibet (1989)
- Red Heat (1985)
- Red Heat (1988)
- Red Sonja (1985)
- Red Sorghum (1987)
- Reds (1981)
- Resurrection (1980)
- Return to Horror High (1986)
- Reuben, Reuben (1983)
- Revenge of the Nerds (1984)
- The Right Stuff (1983)
- Risky Business (1984)
- The River (1984)
- River's Edge (1986)
- Roar (1981)
- RoboCop (1987)
- Rocky III (1982)
- Rocky IV (1985)
- Romancing the Stone (1984)
- A Room with a View (1985)
- Roxanne (1987)
- Rude Awakening (1989)
- Rumble Fish (1983)
- Runaway Train (1985)
- The Running Man (1987)
- Running on Empty (1988)
- Ruthless People (1986)

## S
- S.O.B. (1981)
- Salsa (1988)
- Salvador (1986)
- Sans toit ni loi (1985)
- Satisfaction (Girls of Summer) (1988)
- Scanners (1981)
- Scarface (1983)
- Schatjes! (1984)
- Schooldaze (1988)
- Scrooged (1988)
- Sea of Love (1989)
- The Secret of My Succe$s (1987)
- Seems Like Old Times (1980)
- Sex, Lies, and Videotape (1989)
- She's Having a Baby (1988)
- She's Out of Control (1989)
- Sherman's March (1986)
- The Shining (1980)
- Shirley Valentine (1989)
- Shoah (1985)
- Short Circuit (1986)
- Short Circuit 2 (1988)
- Silkwood (1985)
- Silverado (1983)
- Simon (1980)
- Sinbad of the Seven Seas (1989)
- Sixteen Candles (1984)
- De smaak van water (1982)
- Smokey and the Bandit II (1980)
- A Soldier's Story (1984)
- Something Wild (1986)
- Sophie's Choice (1982)
- Spaceballs (1987)
- Spetters (1980)
- De Speurneuzen (1986)
- Spies Like Us (1985)
- Splash (1984)
- Spoorloos (1988)
- Square Dance (1987)
- St. Elmo's Fire (1985)
- Stakeout (1987)
- Stand and Deliver (1988)
- Stand by Me (1986)
- The Star Chamber (1983)
- Star Trek II: The Wrath of Khan (1982)
- Star Trek III: The Search for Spock (1984)
- Star Trek IV: The Voyage Home (1986)
- Star Trek V: The Final Frontier (1989)
- Star Wars: Episode V: The Empire Strikes Back (1980)
- Star Wars: Episode VI: Return of the Jedi (1983)
- Starman (1984)
- Staying Alive (1983)
- Steel Magnolias (1989)
- De stilte rond Christine M. (1982)
- Stir Crazy (1980)
- Stormy Monday (1987)
- Stranger Than Paradise (1984)
- Streets of Fire (Amerikaanse film) (1984)
- Streets of Fire (Egyptische film) (1984)
- Stripes (1981)
- The Stunt Man (1980)
- Sudden Impact (1983)
- Supergirl (1984)
- Superman II (1980)
- Superman III (1983)
- Sweet Dreams (1985)
- Sweet Hearts Dance (1988)
- Swing Shift (1984)

## T
- T.A.G. (1982)
- Tango & Cash (1989)
- Taps (1981)
- Taran en de Toverketel (1985)
- Tarzan, the Ape Man (1981)
- Tender Mercies (1983)
- Tequila Sunrise (1988)
- The Terminator (1984)
- Terms of Endearment (1983)
- Terug naar Oegstgeest (1987)
- Testament (1983)
- Theo en Thea en de ontmaskering van het tenenkaasimperium (1989)
- The Thin Blue Line (1988)
- The Thing (1982)
- This Is Spinal Tap (1984)
- ¡Three Amigos! (1986)
- Three Men and a Baby (1987)
- Throw Mama from the Train (1987)
- Ticket to Heaven (1981)
- Tightrope (1984)
- Time Bandits (1981)
- To Live and Die in L.A. (1984)
- Tootsie (1982)
- Top Gun (1986)
- Top Secret! (1984)
- The Toy (1982)
- Trading Places (1983)
- Tre fratelli (1981)
- Treasure Island (1985)
- Tron (1982)
- Tucker: The Man and His Dream (1988)
- Twice in a Lifetime (1985)
- Twilight Zone: The Movie (1983)
- Twins (1988)
- Two Moon Junction (1988)
- Two of a Kind (1983)

## U
- The Unbearable Lightness of Being (1988)
- Uncle Buck (1989)
- Under the Cherry Moon (1986)
- Under the Volcano (1984)
- Les Uns et les Autres (1981)
- The Untouchables (1987)
- Urban Cowboy (1980)

## V
- Valmont (1989)
- The Verdict (1982)
- Victor Victoria (1982)
- Victory (1981)
- Videodrome (1983)
- De vierde man (1983)
- A View to a Kill (1985)
- Vision Quest (1985)
- Volver a empezar (1982)

## W
- Walker (1987)
- Pink Floyd: The Wall (1982)
- Wall Street (1987)
- The War of the Roses (1989)
- WarGames (1983)
- We're No Angels (1989)
- Weekend at Bernie's (1988)
- Weird Science (1985)
- The Whales of August (1987)
- When Harry Met Sally... (1989)
- White Nights (1985)
- Who Framed Roger Rabbit (1988)
- Who's That Girl (1987)
- Wildschut (1985)
- Willow (1988)
- De wisselwachter (1986)
- The Witches of Eastwick (1987)
- Withnail and I (1987)
- Witness (1985)
- De witte waan (1984)
- The Woman in Red (1984)
- Working Girl (1988)
- The World According to Garp (1982)
- The Wraith (1986)

## X
- Xanadu (1980)

## Y
- The Year of Living Dangerously (1982)
- Yentl (1983)
- Yol (1982)
- Young Guns (1988)
- Youngblood (1986)

## Z
- Zelig (1983)
- Zoeken naar Eileen (1987)
- Zoot Suit (1981)
- Zu Warriors of the Magic Mountain (1983)